# Binka Jeliaskova
Binka Jeliaskova (Бинка Желязкова ; Svilengrad, 15 juillet 1923 – Sofia, 31 juillet 2011) est une réalisatrice bulgare.

## Biographie
Diplômée de l'institut de théâtre de Sofia en 1956, elle commence à travailler pour les studios de cinéma "Boyana".
Elle réalise son premier film, La vie s'écoule silencieusement (Zhivotut si teche tiho…) sur un scénario de son mari, Hristo Ganev. Ce film, qui critique le tout récent gouvernement communiste, est interdit pendant trente ans et ne sort qu'en 1988.
Elle rencontre un certain succès lors des festivals : Nous étions jeunes (A byahme mladi), consacré à l'entrée en résistance d'étudiants en 1941, reçoit la médaille d'or au festival du film de Moscou en 1961, et Leur dernière parole (Poslednata duma) est en compétition au festival de Cannes 1974 pour le meilleur réalisateur et le meilleur scénario. Le Grand Bain de minuit et sélectionné pour le festival de Cannes 1981, pour la section "Un certain regard".
Elle était considérée comme « l'enfant terrible du cinéma bulgare ». Sa carrière a fait l'objet d'un documentaire en 2007,.
Elle est redécouverte en France en 2022 lorsque quatre de ses films sont projetés au Festival international du film de La Rochelle.

## Filmographie
- 1961 : Nous étions jeunes (A byahme mladi)
- 1967 : Le Ballon attaché (Privarzaniyat balon)
- 1973 : Leur dernière parole (Poslednata duma)
- 1977 : La Piscine (Baseynat)
- 1980 : Le Grand Bain de minuit (Golyamoto noshtno kapane)
- 1988 : Noshtem po pokrivite (télévision)
- 1988 : La vie s'écoule silencieusement (Zhivotut si teche tiho…)
- 1990 : Berceuse (Nani-na) (documentaire)
- 1990 : Lice i opuko (documentaire)